# 阮忠枢
阮 忠枢（げん ちゅうすう）は、清末民初の政治家。北京政府では総統府内史監などをつとめた袁世凱の腹心である。字は斗瞻。

## 事跡
清末に挙人となる。李鴻章の幕僚となり、北洋水師学堂教習（教官）、北洋軍械総文案を歴任する。1895年（光緒20年）、袁世凱の幕僚に転じ、やはり文案をつとめた。1908年（光緒33年）、順天府尹となる。後に郵伝部副大臣に昇進した。辛亥革命が勃発すると、清朝の命により、一時引退に追い込まれていた袁の再出馬を要請する使者となっている。
北京政府成立後の1914年（民国3年）5月、阮忠枢は総統府秘書長を改組した総統府内史監に就任した。以後、袁世凱の皇帝即位のために奔走したが、1916年（民国5年）6月に袁が病死すると、阮は皇帝即位画策の罪で指名手配されてしまう。翌1917年（民国6年）、阮は張勲復辟に加担する。同年7月、清朝復辟時に阮は郵伝部左侍郎に任ぜられたが、まもなく張勲は敗北し、阮も逃亡した。
同年12月、上海で病没。享年51。